# Realtime
Een taak in een door software gecontroleerd systeem wordt realtime genoemd (of "uitvoerbaar in reële tijd, in real time") als de gecombineerde reactie- en uitvoertijd van de taak korter is dan de maximale tijd die is toegestaan, rekening houdend met invloeden van buitenaf. Een realtime uitvoering is niet per se snel, want ook trage systemen kunnen realtime uitvoering vereisen.  Dit geldt voor alle typen van dynamische systemen.
Nota bene: realtime is een bijvoeglijk naamwoord, terwijl real time (los van elkaar geschreven) een zelfstandig naamwoord is dat geen meervoud kent.
Veel machines en mechatronische apparaten vereisen realtime besturing om instabiliteit van hun regeling te voorkomen; zulke instabiliteit kan immers leiden tot beschadiging of vernietiging van het systeem, mensen of voorwerpen, of op zijn minst tot suboptimaal gedrag van het geregelde systeem.

## Film
In een speelfilm of documentaire betekent in real time dat bijvoorbeeld een film van anderhalf uur ook een aaneengesloten periode van anderhalf uur bestrijkt. Er kunnen wel verschillende scènes zijn, maar deze wisselen dan zonder sprongen in de tijd. Voorbeelden zijn de televisieserie 24 en de films Phone Booth en The Exam.

## Computer
Sommige online-computerspelen zijn realtime. Dit wil zeggen dat de tijd en het spelproces in het spel verderloopt, onafhankelijk van het gedrag en de aanwezigheid van de spelers. Ook werken veel beveiligingsvoorzieningen op computers zoals antivirussoftware en webfilters in real time door bestanden en websites te controleren op het moment dat zij geopend of gebruikt worden.